# Domingo A. Madulid
Domingo A. Madulid ( 1946 - ) es un botánico, y curador filipino.

## Algunas publicaciones

### Libros
- Domingo A. Madulid. 1980. Systematic studies in the genus Plectocomia Mart. ex Blume (Palmae : Lepidocaryoid group). Ed. University. 184 pp.
- 1980. Chemotaxonomic studies in Plectocomia (Palmae: Lepidocaryiodeae). Ed. Kalikasan. 80 pp.
- ----------, Tadeáš Peregrinus Xaverius Haenke. 1986. The life and work of Thaddaeus Haenke and his contribution to Philippine botany. Ed. San Carlos Publ. 89 pp.
- 1987. The Philippines in the year 1792 as portrayed by the Malaspina Expedition artists. 254 pp.
- 1989. The life and work of Luis Née, botanist of the Malaspina expedition. Ed. Society for the Bibliography of Natural History. 48 pp.
- Prudenciana Cruz, Domingo A. Madulid, María Luisa C. Moral. 1992. Sharing of library resources on ethnobotany: National Seminar on Ethnobotany, August 29-31, 1991, Cagayan de Oro City : proceedings. Ed. ASEAN-New Zealand Inter Institutional Linkages Programme. 88 pp.
- ----------, Esperanza Maribel Guiao Agoo. 1992. A bibliography on biodiversity research in the Philippines: Flora, Parte 1. Ed. National Museum. 189 pp. ISBN 9715670008
- ----------, Ferdinand J. M. Gaerlan. 1994. A bibliography on Philippine ethnobotany, ethnopharmacology, and related subjects. Ed. National Museum. 113 pp. ISBN 9715670016
- 1995. A pictorial cyclopedia of Philippine ornamental plants. Ed. Bookmark. 388 pp. ISBN 9715691439
- Domingo A. Madulid, Stephen Banta, B. S. Vergara. 2000. Endangered plants. Ed. Pundasyon sa Pagpapaunlad ng Kaalaman sa Pagtuturo ng Agham, Ink. by Island Pub. House, Inc. 50 pp. ISBN	9718694137
- 2001. A Dictionary of Philippine Plant Names: Local name-scientific name. Volumen 1 de A Dictionary of Philippine Plant Names. Ed. Bookmark. 1.108 pp. ISBN 9715692648
- 2002. A pictorial guide to the noteworthy plants of Palawan. Ed. Palawan Tropical Forestry Protection Programme. 129 pp. ISBN	9719254416

- La abreviatura «Madulid» se emplea para indicar a Domingo A. Madulid como autoridad en la descripción y clasificación científica de los vegetales.[1]